# Narcís Bosch
Narcís Bosch (Girona, 1972) és un director català de cinema pornogràfic.
El gener del 2005 va aconseguir als Estats Units el premi AVN (equivalent als oscars del cinema per adults) per la seva pel·lícula Hot Rats. També ha guanyat el premi FICEB en cinc ocasions. La primera va ser el 2000 per Bulls and Milk (International Film Grup), després el 2002 per Psycho Sex (International Film Grup), novament el 2003 per Hot Rats, una altra el 2004 per Crazy Bullets (International film grup), i finalment el 2007 per Hot Rats 2 (Film Corporation 2000). El 2006 va gravar Cafe diablo a la Costa Brava. Va inventar la joguina eròtica Klic-Klic el 2012.